# 新装的门铃
《新装的门铃》是一部中国上海美术电影制片厂制作的动画短片，该片获得了第一届上海国际动画电影节特别奖。

## 剧情简介
一名男子新装了一个门铃，他觉得铃声很悦耳，便期待着有人可以上门找他，并按响门铃。但是，虽有很多人从他家门前经过、逗留，却都不是来找他的。终于，有位邮递员给他送邮件，可邮递员并没有按门铃，而是选择了用手敲门。男子提示邮递员，希望他可以按一下门铃，可是邮递员没有理会，递送完邮件后就骑上摩托离开了。